# Анте Бркіч
Анте Бркіч (хорв. Ante Brkić; нар. 31 березня 1988, Старі Микановці) — хорватський шахіст, гросмейстер від 2007 року.

## Шахова кар'єра
У 1996—2008 роках багато разів грав за збірну Хорватії на чемпіонатах світу i Європи серед юніорів у різних вікових категоріях, найвищого успіху досягнув 2000 року в Орпезі, де здобув бронзову медаль чемпіонату світу серед юнаків до 12 років.
2003 року переміг на турнірі за швейцарською системою Metalis у Бізоваці, а також поділив 3-тє місце (позаду Олександра Делчева i Кіма Пілгаарда, разом із Робертом Маркушем) у Суботиці, 2004 року переміг (разом із Мішою Папом) у Вінковцях, крім того у 2005 році виконав дві гросмейстерські норми: у Бошняцях (поділив 1-ше місце разом із, зокрема, Хрвоє Стевічем, Давором Рогічем i Ніколою Седлаком) а також у Варшаві (на чемпіонаті Європи в особистому заліку). Крім того переміг на турнірі open у Великій Гориці. 2006 року посів 1-ше місце в Бошняцях, переміг (разом із Сінішою Дражичем) у Джаково, крім того на командному чемпіонаті Боснії і Герцеговини виконав третю гросмейстерську норму. У 2007 році поділив 1-ше місце (разом з Імре Херою, Робертом Рабігою, Ілією Баліновим, Гжегожем Гаєвським i Радославом Єдинаком) в Оберварті, 2008 року переміг у Пулі, а також поділив 2-ге місце (після Ельдара Гасанова, разом із, зокрема, Антоном Коробовим, Їржи Шточеком i Генріком Теске) в Пардубице, 2009 року переміг у Загребі, а також поділив 1-ше місце (разом із Марко Тратарем i Анте Сарічем) у Бошняцях, 2010 року поділив 2-ге місце (позаду Михайла Улибіна, разом із Юліаном Радульським) у Загребі. 2011 року здобув у Марії-Бистриці звання чемпіона Хорватії в особистому заліку (за 2010 рік), поділив 2-ге місце в Бошняцях (позаду Роберта Маркуша, разом із Владіміром Ковачевичем), Білі (після Ні Хуа, разом із Олександром Ковчаном, Борисом Грачовим i Тиграном Гарамяном), а також переміг (разом з Робертом Зелчичем i Робертом Маркушем) у Болі.
Неодноразово представляв Хорватію на командних змаганнях, зокрема:
- тричі на шахових олімпіадах (2004, 2006, 2012)[2],
- тричі на командних чемпіонатах Європи (2007, 2011, 2013)[3],
- двічі на командних чемпіонатах Європи серед юніорів до 18 років (2002, 2006)[4],

Найвищий рейтинг Ело дотепер мав станом на 1 вересня 2011 року, досягнувши 2606 пунктів, посідав тоді 3-тє місце (позаду Івана Шаріча i Хрвоє Стевіча) серед хорватських шахістів.

## Зміни рейтингу
| На цьому місці має відображатися графік чи діаграма, однак з технічних причин його відображення наразі вимкнено. Будь ласка, не видаляйте код, який викликає це повідомлення. Розробники вже працюють для того, щоби відновити штатне функціонування цього графіка або діаграми. | |
| | На цьому місці має відображатися графік чи діаграма, однак з технічних причин його відображення наразі вимкнено. Будь ласка, не видаляйте код, який викликає це повідомлення. Розробники вже працюють для того, щоби відновити штатне функціонування цього графіка або діаграми. |